# 中京畿道
39°54′33″N 116°22′08″E / 39.9090677°N 116.3688588°E
中京畿道，是位于北京市西城区中部的道路。

## 简介
中京畿道为东西走向，如今东起华远街，西到太平桥大街。中京畿道原来东起小磨盘胡同，西到太平桥大街。明朝称“京畿道”或“京畿道街”，因为明朝置京畿道御史衙署于此而得名，属阜财坊。清朝改称“京畿道胡同”，又称“中京畿道”。1965年北京市整顿地名，将前京畿道、上岗（部分）并入，形成东到小磨盘胡同，西到太平桥大街的格局。1985年至1992年，为建设京畿道小区，中京畿道西段以北进行了拆迁。
2000年代，中京畿道周边进行了改造，将民丰胡同西段并入中京畿道，使中京畿道东延至华远街。